# Quatre aventures de Reinette et Mirabelle
Quatre aventures de Reinette et Mirabelle is een Franse filmkomedie uit 1987 onder regie van Éric Rohmer.

## Verhaal
Mirabelle is een stadsmeisje en Reinette komt van het platteland. Ze ontmoeten elkaar op het platteland, als Reinette helpt met de lekke fietsband van Mirabelle. Ze besluiten samen in Parijs te gaan studeren, maar het is niet altijd gemakkelijk om samen te wonen.

## Rolverdeling
| Acteur              | Personage      |
| ------------------- | -------------- |
| Joëlle Miquel       | Reinette       |
| Jessica Forde       | Mirabelle      |
| Philippe Laudenbach | Ober           |
| Yasmine Haury       | Kleptomaan     |
| Gérard Courant      | Inspecteur     |
| Béatrice Romand     | Inspectrice    |
| Marie Rivière       | Oplichtster    |
| Fabrice Luchini     | Kunsthandelaar |
| Joëlle Miquel       | Reinette       |